# Frank Pelleg
Frank Pelleg (a volte indicato come Frank Pollak; in ebraico  פרנק פלג‎?; Praga, 24 settembre 1910 – Haifa, 20 dicembre 1968) è stato un compositore, pianista e direttore d'orchestra israeliano, il primo clavicembalista del paese.
Pelleg era specializzato nell'esecuzione di opere di Bach al clavicembalo e della musica del XX secolo, in particolare quella di Arnold Schoenberg al pianoforte. Ha inoltre composto musica per il teatro e per il cinema.

## Biografie
Frank Pelleg nacque il 24 settembre 1910 a Praga, allora parte dell'Impero austro-ungarico (oggi capitale della Cecoslovacchia ).
Fin da giovane si esibì come solista nei concerti suonando il pianoforte e il clavicembalo. Studiò pianoforte, composizione e direzione d'orchestra presso l'Accademia musicale ceca e diresse l'Orchestra dell'Opera di Praga fino alla sua immigrazione in Israele, su iniziativa di Bronisław Huberman, nel 1936.
Dopo la fondazione dello Stato di Israele, diede vita ai concerti Cameri presso il Museo d'arte di Tel Aviv e fu a capo del dipartimento di musica presso il Ministero dell'Istruzione e della Cultura fino al 1952.
Nel periodo in cui ricoprì questo incarico, interruppe temporaneamente le sue esibizioni e si concentrò sull'insegnamento. In un'intervista a un giornale, evidenziò la situazione problematica degli insegnanti di musica in Israele e la mole di musicisti che lasciavano Israele per andare all'estero, presentandosi come "stelle di Tel Aviv", un titolo che a volte manca di sostanza. Tra i suoi studenti c'era Naomi Shemer.
Nel 1951 Pelleg si stabilì ad Haifa su invito dell'allora sindaco della città, Abba Hushi . Fondò l'Orchestra Sinfonica di Haifa, dove si esibì spesso come solista. Frank Pelleg fu direttore d'orchestra e direttore musicale della Technion Orchestra per diversi anni. Fu anche il primo direttore musicale del Teatro di Haifa .
Nel 1956 Pelleg si recò in Polonia come primo rappresentante di Israele. Al suo arrivo in Polonia gli fu chiesto di suonare "musica moderna", in quanto il divieto su tale musica era stato finalmente revocato oltre la cortina di ferro . Durante la visita, Pelleg incontrò molti ebrei, alcuni dei quali dichiararono apertamente con orgoglio il loro ebraismo, mentre altri lo sussurrarono in segreto.
Pelleg partecipò al popolare programma radiofonico di Kol Yisrael, "Shlosha BeSirah Achat" (Tre in una pentola) dal 1956 al 1959. Collaborò principalmente con Dan Almagor e il Theater Club Quartet nella composizione di testi per canzoni satiriche, tra cui "Az Ma Im Anachnu MeRehovot" (E se fossimo di Rehovot ?), "Arba Ze Mispar Mazzal" (Quattro è un numero fortunato), il concorso musicale "HaZemer HaIvri" (La canzone ebraica) e la canzone di chiusura del programma, "Shir HaKabranim" (La canzone dei becchini).
Frank Pelleg si oppose all'approccio secondo cui l'esecuzione delle opere di Bach richiedesse una rigorosa aderenza allo stile del XVII secolo. Trasmise questo approccio a 15 eccellenti musicisti che parteciparono a un seminario internazionale a Saint Moritz, in Svizzera, dove era stato invitato nella primavera del 1963. Pelleg sosteneva un approccio più ragionevole all'esecuzione delle opere di Bach e si opponeva a un approccio eccessivamente rigido che insisteva sull'esecuzione autentica e sull'uso di strumenti vicini a quelli dell'epoca di Bach, ignorando le innovazioni introdotte da allora.
Frank Pelleg morì ad Haifa a causa di un infarto e fu sepolto nel cimitero Hof HaCarmel . Lasciò la moglie, due figlie e nipoti.
Dopo la sua scomparsa, il Ministero dell'Istruzione ha deciso di istituire un premio in suo onore per i suoi molti anni di attività artistica di alto livello. Istituì a lui inoltre una strada nel quartiere Denia (Haifa)